# Danska flottiljen

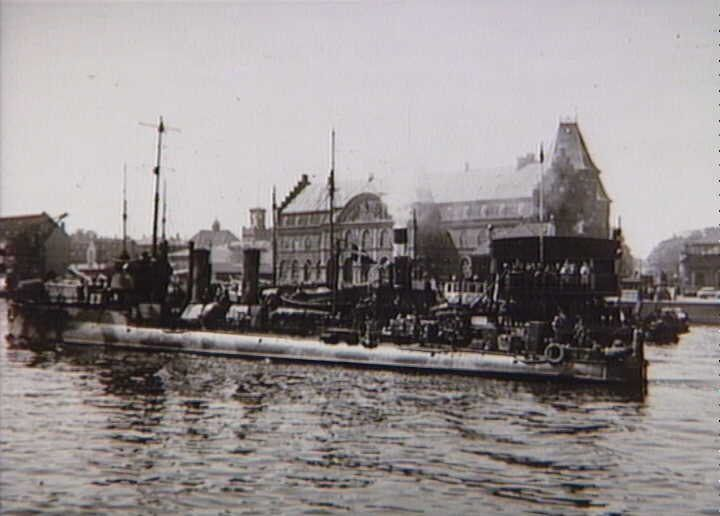
HDMS Havkatten i Köpenhamn den 11 maj 1945.

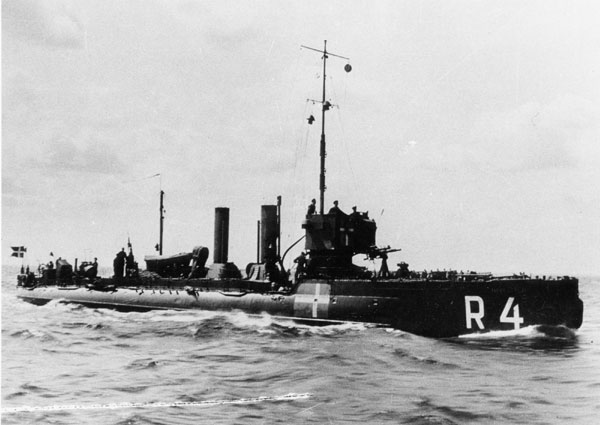
Havkatten, under dansk flagg och med neutralitetsmarkering, före augusti 1943, under andra världskriget.

Danska flottiljen (danska: Den Danske Flotille) var ett danskt marinförband, som sattes upp i Sverige under andra världskriget som en pendang till arméförbandet Danska brigaden. Basen för förbandet var ett antal danska örlogsfartyg, som flydde över till Sverige 1943.

## Flykt av örlogsfartyg
Den tyska ockupationsmakten i Danmark vidtog den 29 augusti 1943 åtgärder för att avväpna armén och flottans förband. Samma dag genomförde den danska marinen "Operation KNU", som innebar att de av flottans fartyg, som inte kunde fly till Sverige, skulle sänkas av den egna besättningen. 13 av flottans fartyg lyckades  - tillsammans med besättningar på sammanlagt 100 man - fly till svenskt territorium och  anlöpte Landskrona, Malmö och Trelleborg. Bland fartygen fanns torpedbåten Havkatten, byggd 1919, och nio patrullbåtar från den danska kustbevakningen i Öresund samt tre minröjare. Från tidigare fanns marinens motorbåt Fandango i Sverige.

## Uppsättande av Danska flottiljen
Flottiljen sattes upp den 22 september 1944 i Karlskrona. Den svenska regeringen gav i slutet av 1943 tillstånd till etablering av en dansk kår i Sverige avsedd för insatser i Danmark. Formellt var kåren etiketterad som ett polisförband, liksom de norska polistrupperna, men i verkligheten var det en militär styrka, senare kallad Danska Brigaden. Danska flottiljen lydde under chefen för Danska brigaden i Stockholm, generalmajoren Kristian Knudtzon (1888–1972).
Genom brigadstabens initiativ anskaffades olika utrustning för att stärka flottiljens stridskraft.
Havkatten ombeväpnades med en 40 mm luftvärnskanon, medan kulsprutor monterades på de obepansrade båtarna.
Den 5 maj 1945 var den danska flottiljen ansvarig för överföringen av den danska brigaden och dess utrustning från Helsingborg till Helsingør.